# Schwarzella arizonensis
Schwarzella arizonensis är en stekelart som beskrevs av William Harris Ashmead 1904. Schwarzella arizonensis ingår i släktet Schwarzella och familjen bredlårsteklar. Inga underarter finns listade i Catalogue of Life.